# Филмов фестивал в Локарно
Филмовият фестивал в Локарно (Film Festival Locarno) е международен кинофестивал, който се провежда ежегодно в град Локарно в италиански говорещия кантон Тичино, Швейцария.
Той е сред най-старите и реномирани в света фестивали, редом с тези във Венеция, Берлин, Сан Себастиан, Карлови Вари.
Първото му издание е през 1946 г., провежда се всеки август. Особена черта на фестивала са прожекциите на централния площад „Пиаца гранде“, на които 8000 зрители могат да гледат премиерните филми на открито на един от най-големите екрани в света (26 на 14 метра).
Голямата награда, чието парично изражение е 90 хил. швейцарски франка (поделяни по равно между режисьора и продуцента), е за най-добър филм в международната конкурсна програма е Златен леопард (връчва се от 1968 г., преди това наградата е носила името „Златна платноходка“). Вторият филм от класацията в същата програма се награждава със специално отличие на журито (наричано още Награда на Аскона и Лозоне), с парично изражение от 30 хил. швейцарски франка за режисьора и продуцента на произведението. Раздават се 3 Леопарда съответно на най-добър режисьор, най-добра актриса и най-добър актьор отново в рамките на международната конкурсна програма.
Официален партньор на фестивала е цифровото кино XDC.